# 上の町駅
上の町駅（かみのちょうえき）は、岡山県倉敷市児島上の町二丁目にある、西日本旅客鉄道（JR西日本）本四備讃線（瀬戸大橋線）の駅である。駅番号はJR-M11。

## 歴史
- 1988年（昭和63年）3月20日：本四備讃線開業と同時に設置[1]。
- 2007年（平成19年）
  - 7月9日：ICOCA対応の簡易型自動改札機導入。
  - 9月1日：ICカード「ICOCA」の利用が可能となる。
- 2009年（平成21年）3月：ホームのかさ上げ工事が完成。

## 駅構造

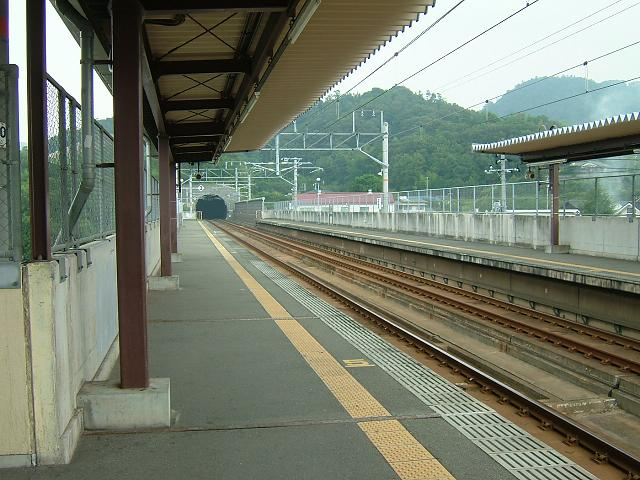
かさ上げ前のホーム（2005年9月）

相対式ホーム2面2線を持つ3階建ての高架駅。分岐器や絶対信号機を持たないため、停留所に分類される。高架下の階段から直接ホームに入る形になっている。
児島駅管理の無人駅であるが、ICOCAが利用可能（相互利用可能ICカードはICOCAの項を参照）で、高架下には簡易式の自動改札機と近距離切符の自動券売機（ICOCAチャージ対応）、男女兼用のトイレがある。2009年3月までにホームのかさ上げ工事が実施された（920mm → 1100mm）。

### のりば
| のりば | 路線       | 方向 | 行先                 |
| ------ | ---------- | ---- | -------------------- |
| 1      | 瀬戸大橋線 | 上り | 茶屋町・岡山方面     |
| 2      | 瀬戸大橋線 | 下り | 児島・高松・丸亀方面 |

## 利用状況
1日の平均乗車人員は以下の通りである。
| 乗車人員推移 | 乗車人員推移 |
| 年度         | 1日平均人数  |
| ------------ | ------------ |
| 1999         | 340          |
| 2000         | 365          |
| 2001         | 367          |
| 2002         | 350          |
| 2003         | 390          |
| 2004         | 395          |
| 2005         | 389          |
| 2006         | 356          |
| 2007         | 377          |
| 2008         | 402          |
| 2009         | 392          |
| 2010         | 402          |
| 2011         | 421          |
| 2012         | 445          |
| 2013         | 449          |
| 2014         | 601          |
| 2015         | 701          |
| 2016         | 436          |
| 2017         | 436          |
| 2018         | 447          |
| 2019         | 449          |
| 2020         | 360          |
| 2021         | 345          |
| 2022         | 361          |

## 駅周辺
- 倉敷市立短期大学
- 倉敷市立倉敷翔南高等学校
- 倉敷市立緑丘小学校
- 岡山県道268号白尾塩生線
- 岡山県道276号宇野津下之町線

## バス路線
下津井電鉄バス
- 児島循環線「ふれあい号」- 児島駅方面

※1日10便、概ね1時間間隔での運行となっている。

## 隣の駅
※快速「マリンライナー」（早朝・深夜の一部のみ当駅に停車）の隣の停車駅は列車記事を参照のこと。
西日本旅客鉄道（JR西日本）
 瀬戸大橋線（本四備讃線）
木見駅 (JR-M10) - 上の町駅 (JR-M11) - 児島駅 (JR-M12)